# Žalmanov
Žalmanov (dříve Zalmanov, německy Sollmus) je malá vesnice, část obce Stružná v okrese Karlovy Vary v Karlovarském kraji. Nachází se asi 1,5 kilometru západně od Stružné. Žalmanov je také název katastrálního území o rozloze 4,95 km². V katastrálním území Žalmanov leží i Peklo.
Prochází tudy silnice I/6. Okolí vsi je zemědělsky využíváno a mírně zalesněno. Na severu obce se nachází bývalá vesnice Činov. Dnes je na jejím místě stejnojmenná skládka komunální odpadu pro Karlovy Vary a přilehlé okolí.

## Historie
První písemná zmínka o vesnici pochází z roku 1283.

## Obyvatelstvo
Při sčítání lidu v roce 1921 zde žilo 294 obyvatel (z toho 153 mužů), z nichž byli tři Čechoslováci a 291 Němců. Kromě jednoho evangelíka se hlásili k římskokatolické církvi. Podle sčítání lidu z roku 1930 měla vesnice 332 obyvatel: čtrnáct Čechoslováků, 317 Němců a jednoho cizince. S výjimkou pěti židů a jednoho člověka bez vyznání byli římskými katolíky.
|                                                                  | 1869 | 1880 | 1890 | 1900 | 1910 | 1921 | 1930 | 1950 | 1961 | 1970 | 1980 | 1991 | 2001 | 2011 | 2021 |
| ---------------------------------------------------------------- | ---- | ---- | ---- | ---- | ---- | ---- | ---- | ---- | ---- | ---- | ---- | ---- | ---- | ---- | ---- |
| Obyvatelé                                                        | 307  | 348  | 328  | 348  | 392  | 294  | 332  | 146  | 141  | 154  | 138  | 171  | 157  | 145  | 141  |
| Domy                                                             | 45   | 51   | 48   | 51   | 52   | 50   | 56   | 48   | —    | 30   | 24   | 41   | 45   | 47   | 48   |
| Počet domů z roku 1961 je zahrnut v domech místní části Stružná. |      |      |      |      |      |      |      |      |      |      |      |      |      |      |      |

## Obecní správa
Při sčítání lidu v letech 1869–1930 Žalmanov byl samostatnou obcí v okrese Žlutice. Od roku 1950 je částí obce Stružná, se kterým patřil nejprve do okresu Karlovy Vary-okolí, ale od roku 1960 v okrese Karlovy Vary. V letech 1880–1930 k obci patřilo Peklo.

## Pamětihodnosti
- Kostel Nanebevzetí Panny Marie
- Fara čp. 38